# Tovo San Giacomo
Tovo San Giacomo (ligur nyelven U Tû) település Olaszországban, Liguria régióban, Savona megyében. Lakosainak száma 2516 fő (2023. január 1.). Tovo San Giacomo Borgio Verezzi, Calice Ligure, Finale Ligure, Magliolo, Pietra Ligure, Rialto és Giustenice községekkel határos.

## Népesség
A település lakossága az elmúlt években az alábbi módon változott:
| Lakosok száma | 2557 | 2543 | 2516 |
|               | 2017 | 2018 | 2023 |